# Fannia (chi ruồi)
Fannia là một chi lớn bao gồm khoảng 288 loài ruồi. Chi này ban đầu được Jean-Baptiste Robineau-Desvoidy miêu tả năm 1830. Một số loài trong chi này trước đây được xếp vào chi Musca.

## Loài
- Fannia aethiops Malloch, 1913
- Fannia alpina Pont, 1970
- Fannia armata (Meigen, 1826)
- Fannia atra (Stein, 1895)
- Fannia atripes Stein, 1916
- Fannia barbata (Stein, 1892)
- Fannia bigelowi Chillcott, 1961
- Fannia brinae Albuquerque, 1951
- Fannia canicularis (Linnaeus, 1761)
- Fannia carbonaria (Meigen, 1826)
- Fannia carbonella (Stein, 1895)
- Fannia clara Collin, 1939
- Fannia collini d'Assis-Fonseca, 1966
- Fannia coracina (Loew, 1873)
- Fannia corvina (Verrall, 1892)
- Fannia cothurnata (Loew, 1873)
- Fannia difficilis (Stein, 1895)
- Fannia fasciculata (Loew, 1873)
- Fannia fuscitibia Stein, 1920
- Fannia fuscula (Fallén, 1825)
- Fannia genualis (Stein, 1895)
- Fannia gotlandica Ringdahl, 1926
- Fannia hirticeps (Stein, 1892)
- Fannia hirundinis Ringdahl, 1948
- Fannia immutica Collin, 1939
- Fannia incisurata (Zetterstedt, 1838)
- Fannia krimensis Ringdahl, 1934
- Fannia latifrontalis Hennig, 1955
- Fannia latifrontalis (Stein, 1892)
- Fannia lepida (Wiedemann, 1817)
- Fannia leucosticta (Meigen, 1838)
- Fannia limbata Tiensuu, 1938
- Fannia lineata (Stein, 1895)
- Fannia lucidula (Zetterstedt, 1860)
- Fannia lugubrina (Zetterstedt, 1838)
- Fannia lugubrina (Harris, 1780)
- Fannia manicata (Meigen, 1826)
- Fannia malagasica Pont, 2006[3]
- Fannia melania (Dufour, 1839)
- Fannia metallipennis (Zetterstedt, 1838)
- Fannia minutipalpis (Stein, 1895)
- Fannia mollissima (Haliday, 1840)
- Fannia monilis (Haliday, 1838)
- Fannia monticola Pont, 1996
- Fannia nidica Collin, 1939
- Fannia nigra Malloch, 1910
- Fannia norvegica Ringdahl, 1934
- Fannia novalis Pont, 1965
- Fannia ornata (Meigen, 1826)
- Fannia pallitibia (Rondani, 1866)
- Fannia parva (Stein, 1895)
- Fannia pauli Pont, 1997
- Fannia polychaeta (Stein, 1895)
- Fannia postica (Stein, 1895)
- Fannia posticata (Meigen, 1826)
- Fannia pruinosa (Meigen, 1826)
- Fannia pseudonorvegica d'Assis-Fonseca, 1966
- Fannia pubescens Stein, 1908
- Fannia pusio (Wiedemann, 1830)
- Fannia rabdionata Karl, 1940
- Fannia ringdahlana Collin, 1939
- Fannia rondanii (Strobl, 1893)
- Fannia scalaris (Fabricius, 1794)
- Fannia serena (Fallén, 1825)
- Fannia similis (Stein, 1895)
- Fannia sociella (Zetterstedt, 1845)
- Fannia spathiophora Malloch, 1918
- Fannia speciosa (Villeneuve, 1898)
- Fannia stigi Rognes, 1982
- Fannia subatripes d'Assis-Fonseca, 1967
- Fannia subpellucens (Zetterstedt, 1845)
- Fannia subpubescens Collin, 1958
- Fannia subsimilis Ringdahl, 1934
- Fannia tuberculata (Zetterstedt, 1849)
- Fannia tunisiae Chillcott, 1961
- Fannia umbratica Collin, 1939
- Fannia umbrosa (Stein, 1895)
- Fannia verrallii (Stein, 1895)
- Fannia vesparia (Meade, 1891)
- Fannia vespertilionis Ringdahl, 1934

## Hình ảnh

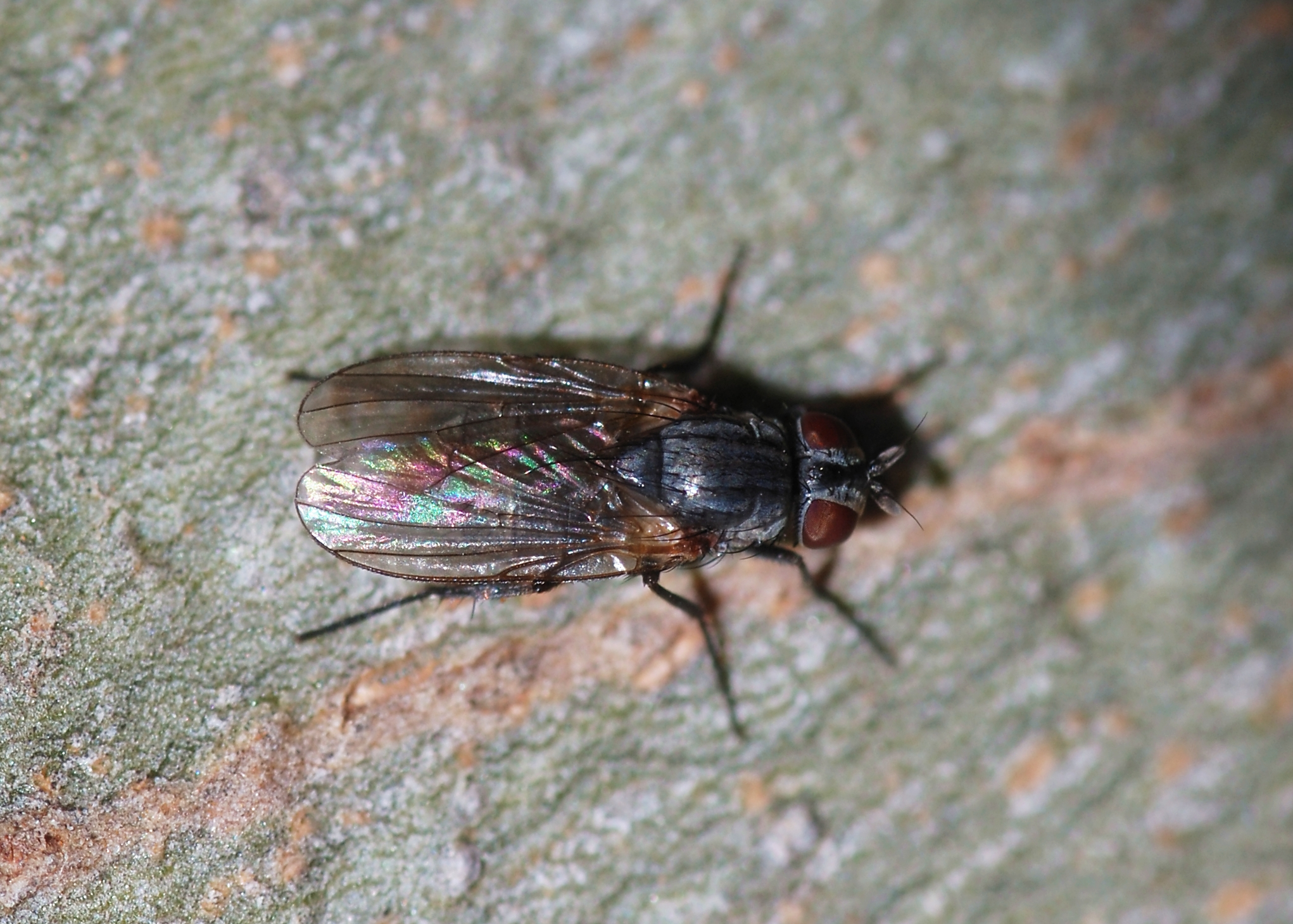